# Juventus TV
Juventus TV pretplatnički je televizijski kanal u potpunosti posvećen talijanskom profesionalnom, nogometnom klubu Juventusu.
Program nudi navijačima Juventusa ekskluzivne intervjue s igračima i stručnim osobljen, prijenos svih utakmica uključujući utakmice Serie A, kupa Italije te utakmice u međunarodnim natjecanjima, prijateljske utakmice, vijesti vezane za klub, pres konferencije i dr. vezano za klub.
Emitira se iz medijskog i sponzorskog centra u Juventusovom trening kampu, od 1. studenog 2006. godine.

## Vanjske poveznice
- Juventus Channel (službena stranica)